# Augusta Moll-Weiss
Augusta Moll Weiss, née à Bordeaux le 12 mars 1863 et morte à Paris le 4 novembre 1946, est la fondatrice de l'école des mères. Elle est originaire de Wangen (Bas-Rhin).

## Biographie
Augusta Moll Weiss est la fondatrice et la directrice de l'École des mères. Elle souhaite offrir aux jeunes filles françaises un enseignement des notions qu'elles se devaient de connaitre avant le mariage. Augusta Moll fait des études littéraires et scientifiques, mais alors qu’elle veut obtenir une licence, son mariage met un terme à ses études. La jeune mariée se consacre alors à sa vie familiale et, très vite, se retrouve mère de trois enfants. Le décès de son mari bouleverse sa situation et la contraint à gagner sa vie et à assumer seule les tâches de mère, de ménagère et de chef de famille . Elle est enterrée dans le cimetière de Wangen en 1946.

## Œuvre
En 1862, Élisa Lemonnier avait déjà créé, à Paris, la Société pour l’enseignement professionnel des femmes. En 1904, après une première expérience à Bordeaux, Augusta Moll Weiss fonde l’École des mères, rue de Miromesnil à Paris (8e arr.). Son objectif est de lutter contre l’enfermement de la « femme dans un ‘pot-au-feu’ »  en œuvrant pour une professionnalisation des tâches ménagères et maternelles. L’enseignement ménager est également pour elle une façon d’obtenir une plus grande reconnaissance du rôle de « la femme moderne » dont l’activité est « relative d’une part au bonheur et à prospérité de la famille, et d’autre part au travail qui assure son existence » Dans ce cadre, Augusta Moll-Weiss enseigne l’économie domestique, l’hygiène, la cuisine, les soins aux enfants, aux malades et elle les exerce, entre autres, à la couture et au repassage. Elle considère cet apprentissage comme « une éducation pratique et altruiste » visant à « compléter l’éducation théorique et personnelle déjà reçue »  Elle participe au congrès national d’assistance publique et privée à Reims du 21 au 26 avril 1908 avec Jeanne de Diesbach.

## Publications
- Augusta Moll-Weiss, Le Foyer domestique, Paris, Hachette, 1902.
- Augusta Moll-Weiss, Les Écoles ménagères à l'étranger et en France, Paris, A. Rousseau, 1908, avec Émile Cheysson
- Augusta Moll-Weiss, Le Livre du Foyer, Paris, Armand Colin, 1910, p. 358.
- Augusta Moll-Weiss, "De la rue au foyer", Paris, Fernand Nathan (Trois ans d'expériences pédagogiques et sociales) 1913

## Prix
- Prix Paul Robiquet par la Société des Gens de Lettres en 1920[4]